# 新山广肇会馆
新山广肇会馆位於马来西亚柔佛州的首府新山，是由當地华人領主黄亚福于1878年所创立，这也是柔佛华人最早成立的会馆。这广肇会馆是当时来自广东省广州府和肇庆府的华人移民的一个互相寒暄、互相联络的地方，它也充当为广肇人士的一间驛站。起初的广肇会馆只是一间板屋，建在今天的明里南街与兆真街的交界处。
新山的广肇会馆于1906年为了扩建而搬迁到位于兆南街的两间店铺。为了提供教学好让当地的华人受教育，与1911年广肇会馆便在馆里设立了一间学堂育才学堂。育才学堂负责当地华人的教育直到1913年柔佛宽柔正式成立才告一段落。
該会武術醒狮團早以1918年就以“功夫”正式註册，为柔佛最早的註册组织。在1929年时當時的英政府認為是“反清復明”的組織，而命令停止活動。直至1955年，在蘇炳衡的努力奔波下，再重新的組織起來，由新加坡鹤山会館吕荣添师傅担任武术总教练指导洪家拳。已故李权师傅指导鹤山狮艺。為新山最早推展此類活動的鄉團，目的在于吸引更多年輕人參于會館的活動。

## 歷屆會長
- 黃亞福鄉賢 (Wong Ah Fook, 1878-1918)
- 黃羲初鄉賢 (Wong Hee Choo, 1919-1940)
- 蘇炳衡鄉賢 (Soo Peng Hang, 1946-1948,1961)
- 潘霖端鄉賢 (Poon Lam Toon, 1949-1954,1956-1959,1962-1964)
- 高漢光鄉賢 (Ko Hung Kuang, 1955,1957-1958,1960)
- 關福南鄉賢PIS (Kwan Fook Nam, 1965-1979)
- 曾振強鄉賢名譽博士 (Dr. Cheng Chean Chiang, 1980-2016)
- 崔偉傑鄉賢醫生(Dr. Chooi Wai Kit, 2016-至今)